# Santa Cruz (Sonora)
Santa Cruz es una población del estado mexicano de Sonora, situada al norte del mismo casi en la línea fronteriza con Estados Unidos, es cabecera del municipio del mismo nombre; mientras que el Ejido Miguel Hidalgo (San Lázaro) y Milpillas son los ejidos que el municipio gobierna. Este último importante en la minería del estado. (Milpillas).

## Historia
Los orígenes de lo que hoy es el pueblo de Santa Cruz se remontan a 1637 cuando el conquistador Pedro de Perea entró en la región, acompañándolo se encontraba el también conquistador Juan Munguía Villela, quien descubrió varias vetas minerales en la zona y dedicado a la explotación de las mismas y la agricultura se convirtió en el primer poblador de la zona. En 1706 el jesuita Eusebio Kino fundó la misión Santa María Suamca para los pimas, que fue abandonada tras el ataque apache de 1768. El verdadero asentamiento poblacional se dio cuando en 1775 cuando el inspector general de presidios militares de la Corona española, el capitán Hugo de O'Connor, ordenó que se trasladara a este punto el presidio militar de Santa Cruz de Terrenate (originalmente en Cochise, Arizona) de donde se desarrolló la actual población.

## Clima
Santa Cruz cuenta con un clima seco templado BS,kW(x)(c), con una temperatura media máxima mensual de 27.5 °C y una temperatura media mínima mensual de 7.9 °C. La temperatura media anual es de 17.7 °C, La época de lluvia se presenta en los meses de julio y agosto, con una precipitación media anual de 527.2 milímetros. Se presentan nevadas y granizadas en el invierno.
| Parámetros climáticos promedio de Santa Cruz, Sonora (1951-2010)                 | Parámetros climáticos promedio de Santa Cruz, Sonora (1951-2010) | Parámetros climáticos promedio de Santa Cruz, Sonora (1951-2010) | Parámetros climáticos promedio de Santa Cruz, Sonora (1951-2010) | Parámetros climáticos promedio de Santa Cruz, Sonora (1951-2010) | Parámetros climáticos promedio de Santa Cruz, Sonora (1951-2010) | Parámetros climáticos promedio de Santa Cruz, Sonora (1951-2010) | Parámetros climáticos promedio de Santa Cruz, Sonora (1951-2010) | Parámetros climáticos promedio de Santa Cruz, Sonora (1951-2010) | Parámetros climáticos promedio de Santa Cruz, Sonora (1951-2010) | Parámetros climáticos promedio de Santa Cruz, Sonora (1951-2010) | Parámetros climáticos promedio de Santa Cruz, Sonora (1951-2010) | Parámetros climáticos promedio de Santa Cruz, Sonora (1951-2010) | Parámetros climáticos promedio de Santa Cruz, Sonora (1951-2010) |
| Mes                                                                              | Ene.                                                             | Feb.                                                             | Mar.                                                             | Abr.                                                             | May.                                                             | Jun.                                                             | Jul.                                                             | Ago.                                                             | Sep.                                                             | Oct.                                                             | Nov.                                                             | Dic.                                                             | Anual                                                            |
| -------------------------------------------------------------------------------- | ---------------------------------------------------------------- | ---------------------------------------------------------------- | ---------------------------------------------------------------- | ---------------------------------------------------------------- | ---------------------------------------------------------------- | ---------------------------------------------------------------- | ---------------------------------------------------------------- | ---------------------------------------------------------------- | ---------------------------------------------------------------- | ---------------------------------------------------------------- | ---------------------------------------------------------------- | ---------------------------------------------------------------- | ---------------------------------------------------------------- |
| Temp. máx. abs. (°C)                                                             | 32.0                                                             | 36.0                                                             | 36.0                                                             | 39.0                                                             | 40.0                                                             | 48.0                                                             | 45.0                                                             | 44.0                                                             | 41.0                                                             | 40.0                                                             | 39.0                                                             | 38.0                                                             | 48.0                                                             |
| Temp. máx. media (°C)                                                            | 19.0                                                             | 21.5                                                             | 24.3                                                             | 26.6                                                             | 30.9                                                             | 34.6                                                             | 34.0                                                             | 33.6                                                             | 32.5                                                             | 28.3                                                             | 24.2                                                             | 20.4                                                             | 27.5                                                             |
| Temp. media (°C)                                                                 | 10.1                                                             | 12.0                                                             | 14.2                                                             | 16.5                                                             | 19.9                                                             | 23.3                                                             | 24.5                                                             | 23.9                                                             | 22.8                                                             | 19.0                                                             | 14.9                                                             | 11.1                                                             | 17.7                                                             |
| Temp. mín. media (°C)                                                            | 1.2                                                              | 2.4                                                              | 4.2                                                              | 6.4                                                              | 9.0                                                              | 11.9                                                             | 15.0                                                             | 14.4                                                             | 13.1                                                             | 9.7                                                              | 5.6                                                              | 1.8                                                              | 7.9                                                              |
| Temp. mín. abs. (°C)                                                             | -15.0                                                            | -11.0                                                            | -4.5                                                             | -6.0                                                             | 0.0                                                              | 1.0                                                              | 5.0                                                              | 4.0                                                              | 2.0                                                              | -2.0                                                             | -6.0                                                             | -12.0                                                            | -15.0                                                            |
| Precipitación total (mm)                                                         | 41.6                                                             | 28.5                                                             | 29.5                                                             | 14.9                                                             | 6.7                                                              | 14.8                                                             | 134.9                                                            | 98.1                                                             | 50.9                                                             | 31.1                                                             | 29.0                                                             | 47.2                                                             | 527.2                                                            |
| Días de precipitaciones (≥ 0.1 mm)                                               | 3.7                                                              | 3.1                                                              | 3.1                                                              | 1.2                                                              | 0.8                                                              | 1.9                                                              | 10.0                                                             | 9.1                                                              | 3.7                                                              | 2.2                                                              | 1.9                                                              | 3.3                                                              | 44.0                                                             |
| Fuente: Servicio Meteorológico Nacional. Actualizado el 14 de diciembre de 2016. |                                                                  |                                                                  |                                                                  |                                                                  |                                                                  |                                                                  |                                                                  |                                                                  |                                                                  |                                                                  |                                                                  |                                                                  |                                                                  |

## Localización y demografía
Santa Cruz se encuentra localizado en las coordenadas 31°14′01″N 110°35′43″O / 31.23361, -110.59528 y a una altitud de 1 360 metros sobre el nivel del mar y a unos 10 kilómetros al sur de la Frontera entre Estados Unidos y México, se encuentra situada en la rivera del río Santa Cruz, río que tiene su origen en Estados Unidos y que cruza territorio mexicano por un corto sector para luego regresar a territorio estadounidense; sus medios de comunicación son una camino de terracería que la une hacia el sur con la Carretera Federal 2, de la que la separa una distancia de 30 kilómetros, además se encuentra comunicado mediante una línea de ferrocarril que la une hacia el este con Cananea, Naco y Agua Prieta, y hacia el oeste con Nogales.
De acuerdo a los resultados del Censo de Población y Vivienda de 2010 realizado por el Instituto Nacional de Estadística y Geografía, la población total de Santa Cruz es de 1 038 personas, de las que 531 son hombres y 507 son mujeres.